# Константинопольский договор (1832)
Константинопольский мирный договор — подписанный 21 июля 1832 года полномочными представителями Соединенного Королевства Великобритании и Ирландии, Королевства Франции, Российской империи и Османской империи договор, положивший конец десятилетней войны за независимость Греции.
9 октября 1831 года был убит первый греческий президент Каподистрия, и в стране началась гражданская война. Эти обстоятельства позволили великим державам вновь вмешаться. 7 мая 1832 года британский министр иностранных дел лорд Пальмерстон созвал полномочных представителей Франции, Российской империи и Баварии: они постановили, что Греция будет монархией под руководством семнадцатилетнего принца Оттона Виттельсбахского, отпрыска королевского дома Баварии. В подписанном протоколе указывалось, что преемственность должна была быть наследственной и должно быть организовано регентство до совершеннолетия Оттона. Протокол также содержал пункт о втором греческом займе в размере 2 400 000 фунтов стерлингов). Северная граница страны должна была проходить по линии Арта — Волос. 
Оставалось только получить непременное согласие Порты. С этой целью были назначены англо-франко-русские послы в Константинополе. Успех миссии не был предрешен, так как до тех пор султан Махмуд II был связан исключительно более выгодными для него условиями Адрианопольского договора с Россией. После того как Махмуд II потребовал от держав-победительниц какой-то защиты, по крайней мере, Анатолии, от вторжения войск правителя Египта Мухаммеда Али и неформальное обещание было дано британским представителем Каннингом, 21 июня 1832 года султан наконец принял Лондонскую конвенцию.
Константинопольский мирный договор был подписан 21 июля 1832 года. За этим последовал новый Лондонский протокол от 3 февраля 1833 года, который зафиксировал границы Греции на линии Арто-Воло и окончательно положил конец войне за независимость Греции.
Османской империи возместили 40 000 000 пиастров за потерю территории. Границы греческого королевства были снова подтверждены в Лондонском протоколе от 30 августа 1832 года, подписанном Великими державами, который подтвердил условия Константинопольского договора и ознаменовал завершение греческой войны за независимость.